# Paradiso proibito
Paradiso proibito (All This, and Heaven Too) è un film del 1940 diretto da Anatole Litvak.
La sceneggiatura si basa sul romanzo All This, and Heaven Too di Rachel Lyman Field, pubblicato a New York nel 1938.

## Trama
Mademoiselle Henriette Deluzy-Desportes è una giovane donna francese dal passato burrascoso che si reca in America dove inizia ad insegnare in una scuola femminile. Le allieve della scuola la mettono però di fronte a racconti e pettegolezzi sulle sue vicende e così lei prima pensa di dare le dimissioni, credendo che il suo passato non possa mai abbandonarla, ma poi reagisce e decide di raccontare loro la storia della sua vita.
Henriette era la governante dei quattro figli del Duca de Praslin e della di lui consorte nella Parigi degli ultimi anni della monarchia Orleans. Il matrimonio della nobile coppia era infelice, pieno di dissapori e litigi che si ripercuotevano anche sul rapporto dei figli, ma il calore e la gentilezza della giovane e sensibile governante ottiene l'amore e l'affetto dei bambini e del loro padre, ma anche la gelosia, l'odio e l'invidia della duchessa che si sente spodestata e trascurata dal marito.
Dopo varie vicende e scandali, Henriette è costretta a lasciare il suo incarico con la promessa della Duchessa di una lettera di raccomandazione per futuri datori di lavoro. Passano molti mesi ma questa lettera di referenze non arriva e Henriette ha difficoltà economiche non riuscendo a trovare un'occupazione. Quando il Duca scopre ciò e che la moglie in realtà non ha alcuna intenzione di scrivere una lettera di referenze, in uno scatto d'ira la uccide.
Il Duca de Praslin essendo in una posizione privilegiata, dato che il suo caso può essere giudicato solo da un tribunale composto da nobili, si rifiuta di confessare la sua colpa o di ammettere apertamente il suo amore per Henriette, per proteggerla da ogni coinvolgimento di complicità nell'omicidio. Alla fine la situazione precipita, il duca viene posto agli arresti domiciliari in attesa di un processo, ma egli si avvelena per evitare di confessare la verità alle autorità e coinvolgere Henriette, tuttavia negli ultimi istanti di vita rivela al suo fido servo Pierre i suoi sentimenti verso la sua amata, la quale viene poi assolta da ogni accusa, ma costretta a fuggire da Parigi per lo scalpore che il caso ha suscitato nel popolo.
Alla fine del suo racconto, le allieve si riuniscono commosse intorno alla loro insegnante, chiedendole perdono per il loro comportamento e Henriette troverà poi una nuova gioia di vita nell'affetto del giovane reverendo Henry Field, il quale si era prodigato in suo favore essendo al corrente della verità degli avvenimenti.

## Produzione
Il film fu prodotto dalla Warner Bros.

## Distribuzione
Il copyright del film, richiesto dalla Warner Bros. Pictures, Inc., fu registrato il 12 luglio 1940 con il numero LP9763.
Distribuito dalla Warner Bros., il film fu presentato in prima il 4 luglio 1940 per uscire nelle sale degli Stati Uniti il 13 dello stesso mese. Il 28 luglio, venne distribuito in Brasile, il 25 dicembre in Messico e il 26 in Svezia. Nel 1941, in Ungheria (3 gennaio) e in Finlandia (23 marzo).

## Riconoscimenti
- Candidato all'Oscar al miglior film 1941
- Candidata all'Oscar alla miglior attrice non protagonista 1941 a Barbara O'Neil
- Candidato all'Oscar alla migliore fotografia 1941 a Ernest Haller